# Kwaksan
Kwaksan (kor. 곽산군, Kwaksan-gun) – powiat w Korei Północnej, w prowincji P’yŏngan Północny. W 2008 roku liczył 97 660 mieszkańców. Graniczy z powiatami Sŏnch’ŏn od północnego zachodu, Kusŏng od północy, a także z miastem Chŏngju od wschodu. Powiat znajduje się nad Morzem Żółtym, określanym w Korei Północnej jako Morze Zachodniokoreańskie. 46,5% terytorium stanowią lasy. Przez powiat przebiega linia kolejowa P’yŏngŭi, łącząca stolicę Korei Północnej, Pjongjang ze znajdującym się w północno-zachodniej części kraju miasta Sinŭiju, a dalej z siecią kolejową Chin.

## Historia
Przed wyzwoleniem Korei spod okupacji japońskiej tereny należące do powiatu wchodziły w skład powiatu Chŏngju. W obecnej formie powstał w wyniku gruntownej reformy podziału administracyjnego w grudniu 1952 roku. W jego skład weszły wówczas tereny należące wcześniej do miejscowości Rimp'o, Anhŭng, Kwaksan, Kwanju, Okch'ŏn (14 wsi) oraz Namsŏ (1 wieś – wszystkie należały wcześniej do powiatu Chŏngju). Powiat Kwaksan składał się wówczas z jednego miasteczka (Kwaksan-ŭp) i 19 wsi (kor. ri).

## Podział administracyjny powiatu
W skład powiatu wchodzą następujące jednostki administracyjne:
| Nazwa jednostki administracyjnej | Rodzaj jednostki administracyjnej | Hangul | Hancha |
| -------------------------------- | --------------------------------- | ------ | ------ |
| Kwaksan-ŭp                       | miasteczko                        | 곽산읍 | 郭山邑 |
| Namdan-ri                        | wieś                              | 남단리 | 南端里 |
| Sŏkdong-ri                       | wieś                              | 석동리 | 石洞里 |
| Ryŏmho-ri                        | wieś                              | 렴호리 | 濂湖里 |
| Roha-ri                          | wieś                              | 로하리 | 路下里 |
| Wŏnha-ri                         | wieś                              | 원하리 | 元下里 |
| Wŏnp'o-ri                        | wieś                              | 원포리 | 遠浦里 |
| Ch'ŏndae-ri                      | wieś                              | 천대리 | 天臺里 |
| Ch'ojang-ri                      | wieś                              | 초장리 | 草庄里 |
| T'onggyŏng-ri                    | wieś                              | 통경리 | 通景里 |
| Kwansang-ri                      | wieś                              | 관상리 | 觀上里 |
| Kohyŏn-ri                        | wieś                              | 고현리 | 高峴里 |
| Samdan-ri                        | wieś                              | 삼단리 | 三端里 |
| Anŭi-ri                          | wieś                              | 안의리 | 安義里 |
| Amjuk-ri                         | wieś                              | 암죽리 | 岩竹里 |
| Munjang-ri                       | wieś                              | 문장리 | 文庄里 |
| Kunsan-ri                        | wieś                              | 군산리 | 君山里 |
| Tangsang-ri                      | wieś                              | 당상리 | 堂上里 |
| Wŏl'ok-ri                        | wieś                              | 월옥리 | 月玉里 |
| Jangryong-ri                     | wieś                              | 장룡리 | 長龍里 |